# Клара (Оффали)

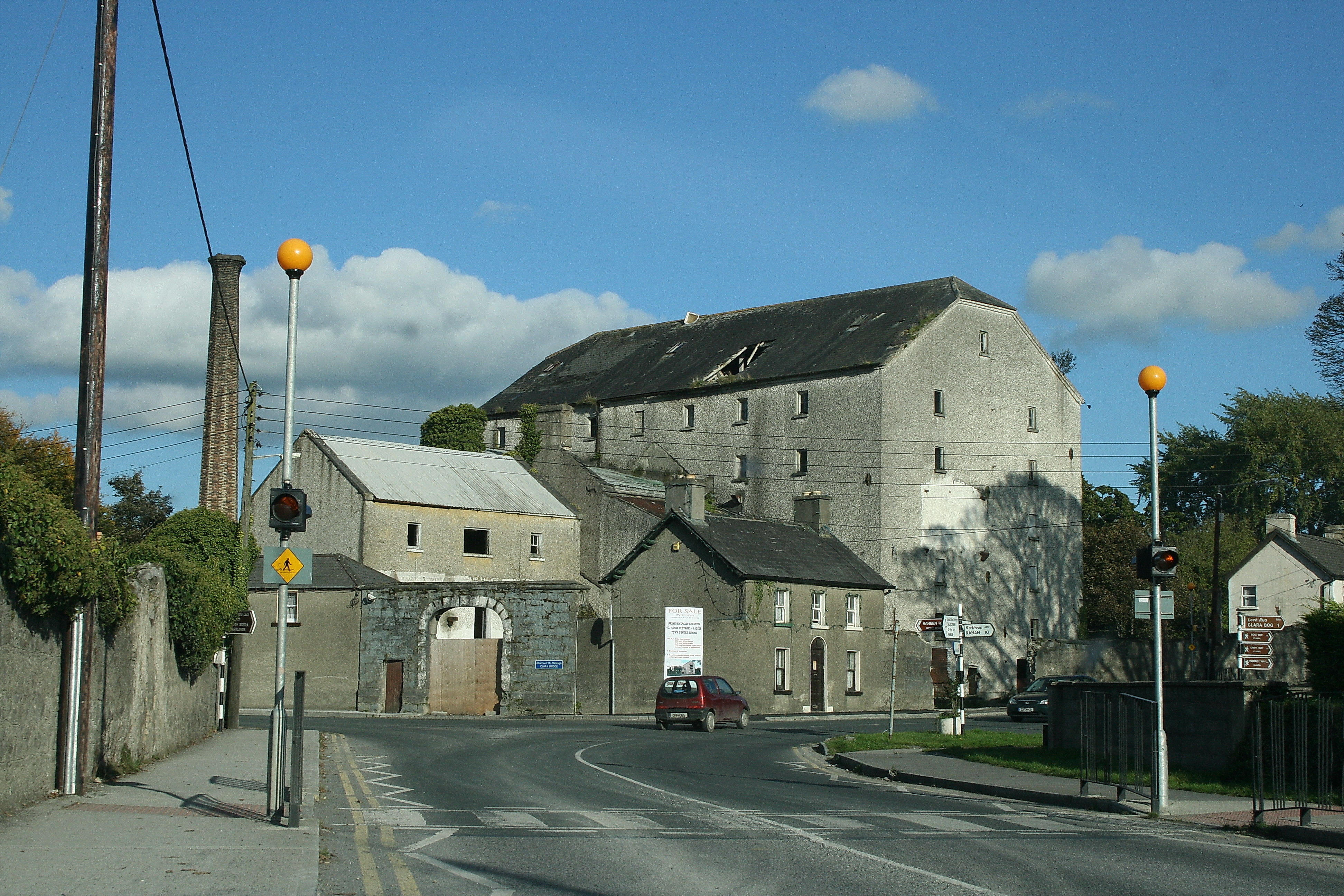
Индустриальное наследие

Клара (Клэра; англ. Clara; ирл. Clóirtheach) — (переписной) посёлок в Ирландии, находится в графстве Оффали (провинция Ленстер) на трассе N80. Рядом расположено болото Клара, бывший кандидат на включение во Всемирное наследие ЮНЕСКО.
Местная железнодорожная станция была открыта 3 октября 1859 года.

## Демография
Население — 3001 человек (по переписи 2006 года). В 2002 году население составляло 2704.
Данные переписи 2006 года:
| Общие демографические показатели |               |                               |                               |      |      |
| Всё население                    | Всё население | Изменения населения 2002—2006 | Изменения населения 2002—2006 | 2006 | 2006 |
| 2002                             | 2006          | чел.                          | %                             | муж. | жен. |
| 2704                             | 3001          | 297                           | 11,0                          | 1490 | 1511 |

В нижеприводимых таблицах сумма всех ответов (столбец «сумма»), как правило, меньше общего населения населённого пункта (столбец «2006»).
| Религия (Тема 2 — 5 : Число людей по религиям, 2006) |             |                |             |            |       |      |
| Католики, чел.                                       | Католики, % | Другая религия | Без религии | не указано | сумма | 2006 |
| 2875                                                 | 95,8        | 50             | 30          | 46         | 3001  | 3001 |

| Этно-расовый состав (Этничность. Тема 2 — 3 : Постоянное население по этническому или культурному происхождению, 2006) |            |              |       |        |        |            |       |       |
| Белые ирландцы | Лухт-шулта | Другие белые | Негры | Азиаты | Другие | Не указано | сумма | 2006  |
| 2832 | 19         | 67           | 4     | 6      | 18     | 47         | 2993  | 3001  |
| Доля от всех отвечавших на вопрос, %                                                                                   |            |              |       |        |        |            |       |       |
| 94,6 | 0,6        | 2,2          | 0,1   | 0,2    | 0,6    | 1,6        | 100   | 99,71 |

1 — доля отвечавших на вопрос о языке от всего населения.
| Владение ирландским языком (Тема 3 — 1 : Число людей от 3 лет и старше по способности говорить по-ирландски, 2006) |      |            |       |       |
| Владеете ли Вы ирландским языком?                                                                                  |      |            |       |       |
| Да | Нет  | Не указано | сумма | 2006  |
| 1006 | 1770 | 78         | 2854  | 3001  |
| Доля от всех отвечавших на вопрос о языке, %                                                                       |      |            |       |       |
| 35,2 | 62,0 | 2,7        | 100   | 95,11 |

1 — доля отвечавших на вопрос о языке от всего населения.
| Использование ирландского языка (Тема 3 — 2 : Говорящие по-ирландски от 3 лет и старше по частоте использования ирландского языка, 2006) |                                                            |                                               |                                               |                                               |                                               |                                               |       |                                     |      |
| Как часто и где Вы говорите по-ирландски?                                                                                                |                                                            |                                               |                                               |                                               |                                               |                                               |       |                                     |      |
| ежедневно, только в образовательных учреждениях                                                                                          | ежедневно, как в образовательных учреждениях, так и вне их | в других местах (вне образовательной системы) | в других местах (вне образовательной системы) | в других местах (вне образовательной системы) | в других местах (вне образовательной системы) | в других местах (вне образовательной системы) | сумма | всего, отвечавших на вопрос о языке | 2006 |
| ежедневно, только в образовательных учреждениях                                                                                          | ежедневно, как в образовательных учреждениях, так и вне их | ежедневно                                     | каждую неделю                                 | реже                                          | никогда                                       | не указано                                    | сумма | всего, отвечавших на вопрос о языке | 2006 |
| 298 | 12                                                         | 14                                            | 48                                            | 307                                           | 305                                           | 22                                            | 1006  | 2854                                | 3001 |
| Доля от всех отвечавших на вопрос о языке, %                                                                                             |                                                            |                                               |                                               |                                               |                                               |                                               |       |                                     |      |
| 10,4 | 0,4                                                        | 0,5                                           | 1,7                                           | 10,8                                          | 10,7                                          | 0,8                                           | 35,2  | 100                                 |      |

| Типы частных жилищ (Тема 6 — 1(a) : Число частных домовладений по типу размещения, 2006) |          |         |                 |            |       |      |
| Отдельный дом                                                                            | Квартира | Комната | Переносные дома | не указано | сумма | 2006 |
| 972                                                                                      | 18       | 0       | 3               | 29         | 1022  | 3001 |